# صموئيل ريمي
صموئيل ريمي (23 أكتوبر 1973 بنامور في بلجيكا - ) هو لاعب كرة قدم بلجيكي في مركز الوسط. لعب مع آود هيفرلي لوفين ونادي رويال شارلروا وR. Wallonia Walhain Chaumont-Gistoux ‏ وRoyale Union Tubize-Braine ‏ وفورفرتس اشتاير ‏.

## وصلات خارجية
- صموئيل ريمي على موقع قاعدة بيانات كرة القدم.إي يو (الإنجليزية)